# Switched-On Bach
Switched-On Bach (укр. «увімкнений Бах») — перший студійний альбом Венді Карлос (тоді ще відома як Волтер Карлос), виданий 1968 року на лейблі Columbia Records. Альбом містить композиції Йоганна Себастьяна Баха, виконані виключно на синтезаторі Moog. Разом з Карлос у записі альбому брав участь Бенджамін Фолкман, а продюсеркою альбому була Рейчел Елкайнд. Switched-on Bach став першим платиновим альбомом з записом класичної музики, сягнувши понад мільйона проданих примірників у 1974 році, здобув Греммі в трьох категоріях (1969), а також відіграв важливу роль для популяризації використання синтезаторів (зокрема Moog) у популярній музиці.

## Історія створення

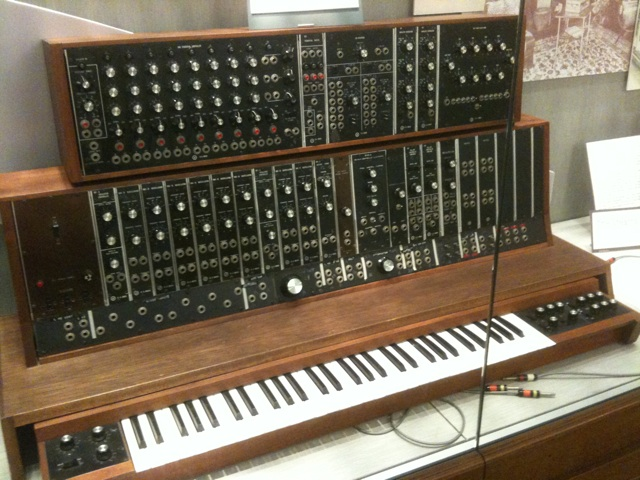
Перший комерційний синтезатор Moog (1964).

У 1964 році, коли Венді ще навчалася у Колумбійському університеті, відвідуючи звукоінженерну конвенцію в Нью-Йорку, познайомилася з Робертом Мугом, та побачила перші прототипи модулів майбутнього синтезатора Moog. Окрім того, цікавитися синтезаторами Муга їй радив її викладач Володимир Усачевський. Утім, синтезатор Moog був занадто коштовним для Карлос, але вони з Мугом домовилися взаємовигідну співпрацю — Карлос створюватиме музику на синтезаторі, щоб якомога повніше продемонструвати його можливості, а також консультуватиме Муга щодо вдосконалення синтезатора. Натомість Муг надасть суттєву знижку на синтезатор для Карлос. У 1966 році, Муг і Карлос розпочали тісну співпрацю — над створенням моделі синтезатора, на якій власне й був записаний Switched-on Bach. Серед вдосконалень, зроблених спеціально для синтезатора Карлос була, зокрема динамічна клавіатура (чутливість клавіш до сили натиску), а також додатковий модуль для виконання акордів.
Робота з запису альбому здійснювалася на 8-доріжковому магнітофоні, накладаючи доріжку за доріжкою (адже синтезатор був загалом монофонічним), і тривала 5 місяців. Серед технічних труднощів, з якими зіштовхнулися Карлос і Елкайнд, було також те, що синтезатор не був цілком стабільним і часто розстроювався — тому його необхідно було постійно настроювати.

## Список композицій
1. Сінфонія до кантати № 29
2. Арія на струні G (з оркестрової сюїти № 3 Ре мажор, BWV 1068)
3. Двоголосна інвенція Фа мажор
4. Двоголосна інвенція Сі-бемоль мажор
5. Двоголосна інвенція ре мінор
6. Хорал з кантати «Herz und Mund und Tat und Leben» (BWV 147)
7. Прелюдія і фуга № 7 Мі-бемоль мажор (з першого зошита Добре темперованого клавіру)
8. Прелюдія і фуга № 2 до мінор (з першого зошита Добре темперованого клавіру)
9. Хоральна прелюдія «Wachet auf» (BWV 645)
10. Бранденбурзький концерт № 3 Соль мажор: перша частина
11. Бранденбурзький концерт № 3 Соль мажор: друга частина
12. Бранденбурзький концерт № 3 Соль мажор: третя частина

## Чарти
| Чарти (1968–69)                    | Найвища позиція |
| ---------------------------------- | --------------- |
| German Albums (Offizielle Top 100) | 22              |
| US Billboard 200                   | 10              |
| CAN RPM Top 50 Albums              | 7               |